# 台大合唱團
台大合唱團（NTU Chorus），原稱國立台灣大學合唱團（National Taiwan University Chorus），在1995年正式以「台大合唱團」名義立案成為台北市業餘演藝團體，此後皆以「台大合唱團」做為校內外使用之正式名稱，在校內亦簡稱「台大團」，以區別台灣大學校內其他合唱團。台大合唱團為台灣合唱界中較為活躍的學生團體之一，也是目前台灣大專院校學生合唱團中規模最大者，近年來參與音樂會之團員數量皆逾百人。除了混聲合唱演出方式之外，亦常有男聲合唱、女聲合唱、室內團等不同編制的演出。近年來更積極委託台灣新銳作曲家創作，勇於嘗試多元曲風，並在演出形式上力求創新，搭配不同的舞台、燈光效果等，並以豐富的肢體動作著稱。成立宗旨為集合台大校園中眾多優秀的合唱者，藉著豐富的演出經驗，以塑造學生合唱團多元的表演形式和豐富的音樂觸角，並培養團員厚實的音樂根基與表演技巧，以不斷自我超越為目標，開創「非音樂系學生合唱團」的新氣象。除此之外，更結合藝文活動或社會公益，期能徹底實踐以「以音樂服務社會」的理想，為台灣的合唱音樂文化發展奉獻心力。

現任音樂指導老師為連芳貝老師，行政指導老師為連韻文老師。

## 歷史沿革
台大合唱團前身是成立於戰後初年的友愛合唱團，後來擴大成為純誼合唱團與法學院合唱團。1964年二團正式合併，易名為「國立台灣大學合唱團」，至2012年已邁入第四十九屆，為台大校園中歷史悠久、組織系統完整的社團，1995年4月在沈新欽老師的協助下，向台北市政府教育局以「台大合唱團」正式立案，取得台北市業餘演藝團體之資格。

### 歷任指導老師
| 任數     | 年份      | 老師   | 備註       |
| -------- | --------- | ------ | ---------- |
| 第一任   | 1964-1970 | 徐天輝 |            |
| 第二任   | 1970-1972 | 鄭錦榮 |            |
| 第三任   | 1972-1974 | 戴金泉 |            |
| 第四任   | 1974-1975 | 吳榮桂 |            |
| 第五任   | 1975-1979 | 戴金泉 | 第二度擔任 |
| 第六任   | 1979-1980 | 陳榮光 |            |
| 第七任   | 1980-1981 | 沈錦堂 |            |
| 第八任   | 1981-1982 | 錢善華 |            |
| 第九任   | 1982-1983 | 徐天輝 | 第二度擔任 |
| 第十任   | 1983-1987 | 戴金泉 | 第三度擔任 |
| 第十一任 | 1988-1990 | 杜 黑  |            |
| 第十二任 | 1990-1991 | 林舉嫻 |            |
| 第十三任 | 1991-1994 | 谷錫恩 |            |
| 第十四任 | 1994-1996 | 沈新欽 |            |
| 第十五任 | 1996-1998 | 梁秀玲 |            |
| 第十六任 | 1998-2002 | 沈新欽 | 第二度擔任 |
| 第十七任 | 2003-迄今 | 連芳貝 |            |

### 歷任正副團長及樂訓（學生指揮）
| 屆數 | 團長   | 副團長                         | 樂訓                   |
| ---- | ------ | ------------------------------ | ---------------------- |
| 1    | 呂勝雄 | 葉秀美、廖芳雅                 |                        |
| 2    | 李明宜 |                                |                        |
| 3    | 呂漢璧 | 馮紀漪                         | 李世蛟                 |
| 4    | 鄭舜成 |                                |                        |
| 5    | 孫慶芳 | 馬大安                         | 葉天正、林 敬          |
| 6    | 田曉真 | 劉平宇                         | 馬大安                 |
| 7    | 黃紹光 | 袁曉莉                         | 鄔恆蔚                 |
| 8    | 陳立偉 | 陳民本                         | 方玉山                 |
| 9    | 郭啟運 | 陳燦堅                         | 方玉山、戴海龍         |
| 10   | 鄭英彥 | 陳哲明                         | 戴海龍                 |
| 11   | 吳碧珠 | 林嘉孚、張 沅                  | 傅崇正、陳農瑞         |
| 12   | 陳仁先 | 徐澄玲                         | 李蝶菲                 |
| 13   | 蔡義中 | 范壽康、陳慧蓉                 | 李蝶菲、屠世天         |
| 14   | 郭耀綸 | 馬卓群、張聖得、歐俊彥         | 屠世天、劉翼翹         |
| 15   | 黃浩新 | 廖畹卿                         | 劉翼翹                 |
| 16   | 林天翔 | 秦益民、張翠華                 | 袁孝殷、陳治煌、陳聖峰 |
| 17   | 楊穎青 | 何佳幸、賴騰輝                 | 陳聖峰                 |
| 18   | 姚立恆 | 張啟明、陳怡宏                 | 黃少偉                 |
| 19   | 何曜琛 | 洪天元、陳呈輝                 | 呂紹嘉、翟敬宜         |
| 20   | 徐治文 | 胡翠娟、張維超、蘇耿誠         | 陳治煌                 |
| 21   | 蔡致中 | 王顯瑤、鄒再成                 | 邱碩堯、呂碧玲         |
| 22   | 高文寧 | 林亞立                         | 白其昀                 |
| 23   | 劉雲山 | 孔祥鈺、翁林智                 | 林士瑤、莊舜旭         |
| 24   | 蔡文浩 | 林麗江、周意工、謝博修         | 莊舜旭                 |
| 25   | 蔡明儒 | 黃慧真、羅仲智                 | 洪偉倫                 |
| 26   | 羅仲智 | 彭嘉寧、黃金仁、劉佳琳         | 李致名、邱君強、彭文鴻 |
| 27   | 崔 倫  | 林露如、傅振瑞                 | 章殷超、陳文鈺         |
| 28   | 古世玉 | 楊宏儀、劉 珍                  | 李孟真、黃柏超         |
| 29   | 蘇宜君 | 呂盈良、吳名弘、陳雯虹         | 江俊亮                 |
| 30   | 鄭凱安 | 李信賢、許立瑋、黃正綱         | 雷明誠                 |
| 31   | 楊德峰 | 朱俞蓉、郭碩棻、潘玉娟         | 王偉華、黃欣頤、劉容舟 |
| 32   | 李孟勳 | 沈逸慧、洪筱琍、黃肇輝         | 張靜怡、盧秋燕         |
| 33   | 梁佑任 | 李身強、吳紹瑋、戴元翔         | 江俊亮、劉容舟、楊定學 |
| 34   | 廖慧如 | 吳欣平、周嘉玲、陳正修         | 谷文珩、李奕瑋、楊定學 |
| 35   | 張世猷 | 張軒正、黃齡嫺                 | 楊嬿璇、黃采薇         |
| 36   | 林桂光 | 林彥伯、張致維                 | 邱維貞、楊士毅         |
| 37   | 丁元如 | 陳存儀、賴仕凱、謝秉勳         | 吳 拓                  |
| 38   | 陳映嘉 | 王凌元                         | 梁越美、黃東漢         |
| 39   | 周吟樺 | 吳德彥、莊國瑜、林芝郁         | 莊昆祐、莊淑涵         |
| 40   | 蘇冠甄 | 陳怡萍、張家祥、謝方穎         | 吳正一、邱崇軒         |
| 41   | 王可敏 | 陳威尹、賴彥如                 | 許明竹、黃紹彰         |
| 42   | 陳詠榆 | 李家璿、林逸侖、蔡華元         | 王 挺、曹祐嘉          |
| 43   | 徐宇麗 | 黃寶莘、黃蔚倫、高竹嵐         | 林昶緯、簡蔓婷         |
| 44   | 李捷群 | 余姍瑾、楊允中、張祐寧、陸煥文 | 白庭潔、鄭恆之         |
| 45   | 孫自怡 | 陳昀詩、葉又寧、廖敏慈、蘇柏庭 | 楊 謦、賴俊儒          |
| 46   | 林芊君 | 林致成、蔡如茵、陳柏宏、羅崧慎 | 黃育峰、吳志彥         |
| 47   | 許騰中 | 鍾謂嫺、雷翔宇、王之驊、郭建言 | 蘇柏庭、陳可敏         |
| 48   | 彭靖云 | 李清揚、施亭宇、張 鈞、陳怡芳  | 吳采頻、江維瑄         |
| 49   | 趙均婷 | 周詩瑋、陳躍中、黃彥倫、翁聖雅 | 彭詩云、陳柏宏         |
| 50   | 陳凱迪 | 王仲群、詹廷方、雷翔宇、謝欣頤 | 林歡偉、葉 晴          |
| 51   | 張哲嘉 | 紀揚今、張安瑋、吳俊賢、王 瑄  | 李宗翰、施行一         |
| 52   | 梁瑋洛 | 王怡婷、王柔予、李允琦、陳陽   | 張亦萱、楊宗樺         |
| 53   | 周世平 | 洪唯康、曾鈺雯、卓菁莪、蘇亭羽 | 紀揚今、董皓文         |
| 54   | 梁占青 | 陳亭臻、晏 雲、顏圓圓、侯宗佑  | 沈冠宇、何 易          |
| 55   | 采晴   | 林子堯、王樂樂、郭惟萱、唐荻雅 | 陳奎竹、黃威齊         |
| 56   | 林品瑢 | 洪子惟、劉科昇、黃世潁、顏圓圓 | 林品華、侯宗佑         |
| 57   | 胡昇旻 | 劉亦宸、劉昀易、丁冠中、廖芃軒 | 郭時棣、陳恩雨         |
| 58   | 林泓曄 | 梁家和、黃湧錞、陳品文、賴和舒 | 晏 雲、廖芃軒          |
| 59   | 盧佳秀 | 黃顥源、陳奕欣、孫鈺瑾、廖奕融 | 顏圓圓、朱正軒         |
| 60   | 洪嘉壕 | 陳姿穎、傅 平、吳緯倫、蕭喬尹  | 劉亦宸、梁家和         |
| 61   | 陸品妤 | 葉品昀、李韋廷                 | 蕭喬尹、翁人華         |

## 現況

### 制度

#### 行政組織
目前台大合唱團設有團長一人、副團長若干，共同領導四個行政部，另有團務秘書若干、總務一人以及行政部長若干人，共同擔任行政事務分工；音樂部門則由學生指揮（樂訓）二人及樂訓秘書一人率領各聲部負責人共若干人處理音樂相關事宜。

#### 招生考試
台大合唱團自成立第一屆以來就有招生考試制度，凡入團團員只須具備最基本的音準與視譜能力。在社團剛成立時曾經有人因為不被錄取而投書當時校內學生自主編輯的周刊《大學新聞》，初屆團長呂勝雄先生還因此被學校約談。

#### 驗收制度
台大合唱團以嚴格的驗收制度著稱，每位團員皆須在音樂會前由各聲部負責人完成驗收，確保團員對歌曲的熟悉度以及對音樂詮釋的掌握度，藉以掌控每場演出的品質。

#### 聲樂課程
除了行政指導老師及音樂指導老師以外，亦力邀國內優秀聲樂老師為團員開設聲樂課程，使團員能夠在每周的固定練唱之餘，能增進自己的歌唱技巧。自2011年起每學期辦理聲樂發表會，除了展現團員學習的成果，也增加團員的舞台經驗。

### 現行舉辦活動

#### 例行音樂會
台大合唱團每年一、二月固定在台北舉行冬季音樂會，而夏季除了在台北的音樂會以外，亦會在其他縣市舉行巡迴演出。演出內容多元，近年曾演唱曲目包括：莫札特之《加冕彌撒》、貝多芬之《C大調彌撒》、韋瓦第之《榮耀頌》、舒伯特之《G大調彌撒曲》、伯恩斯坦之《齊徹斯特詩篇》、平克罕之《耶誕清唱劇》、屈文中之《黃山．奇美的山》、孟德爾頌之《小鹿清泉》、黃自與韋翰章之《長恨歌》、百老匯音樂劇《屋上提琴手》、《窈窕淑女》、《變身怪醫》等。近年來亦委託作曲，將經典雋永的校園民歌重新編曲，如《歸去來兮》、《忘了我是誰》、《聽泉》等；也曾演唱作曲家櫻井弘二重新編作歌手張雨生的經典歌曲，如：《我期待》、《口是心非》等；以及作曲家劉新誠創作的英文清唱劇《紅樓夢》、自柳宗元的文章發想的《永州八記》、台灣現代詩人席慕蓉女士作品《一棵開花的樹》、《渡口》等；此外亦委託知名作曲家冉天豪老師作曲，演出林徽因《深別晚天》
2020年夏季音樂會受嚴重特殊傳染性肺炎疫情（COVID-19）影響，在台大校方限聚令下無法進行固定排練而取消，成為團史上首次因流行傳染病疫情停辦的音樂會。
2021年夏季音樂會《千縷微風》受台灣疫情第三級警戒影響，無法進行固定排練而取消台北場及高雄場演出並受理退票。
| 演出日期                         | 標題                                                           | 場地                                                           | 備註                                                           |
| -------------------------------- | -------------------------------------------------------------- | -------------------------------------------------------------- | -------------------------------------------------------------- |
| 2023/08/30 2023/07/09 2023/07/08 | 靜靜深夜 緜緜思念 (The Music of Stillness)                     | 國家音樂廳 雲林縣北港文化中心家湖廳 臺中市葫蘆墩文化中心演奏廳 |                                                                |
| 2023/01/17                       | 有你 (Till There Was You)                                      | 國家音樂廳                                                     |                                                                |
| 2022/07/26 2022/07/17            | 千縷微風 (A Thousand Winds)                                    | 國家音樂廳 衛武營國家藝術文化中心音樂廳                        |                                                                |
| 2022/12/21                       | 聲聲不輟 (How Can I Keep from Singing?)                        | 國家音樂廳                                                     |                                                                |
| 2021/01/27                       | 浮世繪——是愛是暖是希望 (Kaleidoscope)                          | 國家音樂廳                                                     |                                                                |
| 2020/02/12                       | 緣 (Serendipity)                                               | 國家音樂廳                                                     |                                                                |
| 2019/07/15 2019/07/07            | 許個願 (Make A Wish)                                           | 國家音樂廳 涴莎藝術展演中心藝術館                              | 與台南一中合唱團合作                                           |
| 2019/01/27                       | 燈之河 (Lanterns on the Stream)                                | 國家音樂廳                                                     |                                                                |
| 2018/07/16                       | 如此愛你 (And I Love You So)                                   | 國家音樂廳                                                     |                                                                |
| 2018/01/01                       | 山水知音 (Voices of Nature)                                    | 國家音樂廳                                                     |                                                                |
| 2017/07/05                       | 魅 (Enchantment)                                               | 國家音樂廳                                                     |                                                                |
| 2017/02/16                       | 聽夜 (In the Night)                                            | 國家音樂廳                                                     |                                                                |
| 2016/07/14 2016/07/09            | 以月光為箋 (Moonlit Messages) 月光箋                           | 國家音樂廳 聖母聖心主教座堂(北大教堂)                          | 與磐石中學混聲合唱團合作                                       |
| 2016/01/20                       | 有個夢                                                         | 國家音樂廳                                                     |                                                                |
| 2015/07/01                       | 青春當青                                                       | 新北市三重區綜合體育館演藝廳                                   |                                                                |
| 2015/01/28                       | 覓秘——尋古典敍浪漫 (La Carita)                                 | 國家音樂廳                                                     |                                                                |
| 2014/07/15 2014/07/11            | 隨愛 (May You Go Forth in Love) 仲夏聚情                       | 國家音樂廳 台中大墩國小活動中心                                | 與台中一中、台中女中合唱團合作                                 |
| 2014/01/13                       | 循尋——探問合唱多少年                                           | 城市舞台                                                       |                                                                |
| 2013/07/09 2013/06/30            | 慶——徠迴五十 (NTU Chorus 50th Anniversary Concert)             | 國家音樂廳 宜蘭高中演藝廳                                      |                                                                |
| 2013/01/24                       | 品 (To Sense, To Savour, To Appreciate)                        | 新北市藝文中心演藝廳                                           |                                                                |
| 2012/07/06 2012/07/02            | 月光圓圓．水路悠悠 (Water Night) 悠悠水路．圓圓月光            | 國家音樂廳 台中市大墩國小活動中心                              | 與台中市大墩國小合唱團、台中市惠文高中合唱團合作               |
| 2012/01/19                       | 呼喚你 (Tell Me the Stories)                                   | 新北市藝文中心演藝廳                                           |                                                                |
| 2011/07/12 2011/07/06            | 往來動與靜——大地行旅．心靈摯愛 (Between)                       | 國家音樂廳 國立科園實中活動中心                                | 與國立科園實中合唱團合作                                       |
| 2011/01/31                       | 吟風十畝間 (Humming in the Field)                              | 新舞臺                                                         |                                                                |
| 2010/06/28 2010/06/30            | 掬一把年輕的夢 (A Handful of Youthful Dreams)                  | 國家音樂廳 高雄至德堂                                          | 與高醫聲樂社聯演                                               |
| 2010/01/29                       | 神 (Spirit)                                                    | 台北中山堂                                                     |                                                                |
| 2009/07/09 2009/07/05            | 流轉——樂織今古．文會西東 (Meandering) 轉流——古今織樂．東西會文 | 國家音樂廳 新竹高中演藝廳                                      | 與新竹市立混聲合唱團合作                                       |
| 2009/01/23                       | 童心話鄉情 (Swing with Childhood)                              | 台北中山堂                                                     |                                                                |
| 2008/07/07 2008/07/04            | 願念珍聲——這些年，這一夜 (Odi et Amo) 緣戀雲聲                 | 國家音樂廳 雲林縣立文化中心                                    | 與杏音合唱團合作                                               |
| 2008/01/29                       | 我期待 (Aspiration)                                            | 台北中山堂                                                     |                                                                |
| 2007/07/05 2007/07/07            | 尋一畝夢田 (To Dream the Impossible Dream)                     | 國家音樂廳 高雄至德堂                                          | 與高醫聲樂社聯演                                               |
| 2007/01/28                       | 戀戀經典．風華再現 (Reminiscence)                              | 台北中山堂                                                     |                                                                |
| 2006/07/10                       | 秘密聲林 (Wandering in Melodies)                               | 國家音樂廳 羅東高中演藝廳                                      | 與羅東高中合唱團合作                                           |
| 2006/01/17                       | 世紀尋跡．無垠聲情 (Path of the Centuries, Voice of Passion)   | 城市舞台                                                       |                                                                |
| 2005/07/09                       | 天上人間 (Close to Heaven, Close to You)                       | 城市舞台                                                       |                                                                |
| 2004/12/30                       | 詩情畫意 (What A Wonderful World)                              | 城市舞台                                                       |                                                                |
| 2004/06/27 2004/06/28 2004/06/30 | 歌．情真聲飛揚 (Chant—Melodies of Passion)                     | 交通大學 國家音樂廳 澎湖文化中心                               | 與交大友聲合唱團合作 與台大校友合唱團合作 與馬公國中合唱團合作 |
| 2004/01/06                       | 浪漫與現代 (Sense and Sensibility)                             | 台北中山堂                                                     |                                                                |
| 2003/06/30                       | 讓你Song一夏                                                   | 台北中山堂                                                     |                                                                |
| 2002/12/15                       | 耶誕狂歡Ya！                                                   | 台北中山堂                                                     |                                                                |
| 2002/07/04                       | 莫札特安魂曲                                                   | 國家音樂廳                                                     |                                                                |
| 2002/01/01                       | 世紀新聲                                                       | 新舞臺                                                         |                                                                |
| 2001/06/28                       | 多瑙河畔——德國浪漫派音樂選粹                                   | 國家音樂廳                                                     |                                                                |
| 2001/01/17                       | 加冕禮讚                                                       | 國家音樂廳                                                     |                                                                |
| 2000/07/04                       | 懷念的流行與爵士——從20年代到70年代                             | 國家音樂廳                                                     |                                                                |
| 2000/01/08                       | 跫音不朽——二十世紀合唱音樂回顧                                 | 新舞臺                                                         |                                                                |

#### 其他重要演出
| 演出日期                         | 演出標題                                      | 演出內容                                                         | 演出地點                                                                                | 聯演團體                                                                                  |
| -------------------------------- | --------------------------------------------- | ---------------------------------------------------------------- | --------------------------------------------------------------------------------------- | ----------------------------------------------------------------------------------------- |
| 2019/10/19                       | 日月潭花火音樂節『享受不凡』                  | 跨世代流行歌曲                                                   | 日月潭水社中興停車場                                                                    | 樂興之時管弦樂團                                                                          |
| 2019/08/23                       | 第六屆濟南國際合唱音樂節                      | 〈如此愛你〉、〈如夢〉、〈深笑〉、〈世界恬靜落來的時〉（男聲版） | 山東省會大劇院                                                                          |                                                                                           |
| 2018/09/27 2018/10/05            | 左涵瀛 歌劇音樂會                             | 義大利歌劇選曲                                                   | 中油大樓國光會議廳                                                                      | 蘭陽交響樂團                                                                              |
| 2018/09/01 2018/09/06            | 台大合唱團美西巡演2018 — Voices of the Island | 當代創作、台灣歌謠                                               | First United Methodist Church of Palo Alto, CA, USA Libby Gardner Concert Hall, UT, USA | 猶他大學室內合唱團、無伴奏合唱團（University of Utah Chamber Choir and A Cappella Choir） |
| 2018/07/17                       | 青春連線–美國猶他大學室內合唱團訪台音樂會     | 〈月亮代表我的心〉、Joshua Fit the Battle of Jericho             | 國家音樂廳                                                                              | 猶他大學室內合唱團（University of Utah Chamber Choir）、拉縴人青年合唱團、拉縴人歌手      |
| 2018/03/10                       | 【TSO名家精選2】花的絮語1936                  | 本土早期歌謠                                                     | 中山堂中正廳                                                                            | 臺北市立交響樂團                                                                          |
| 2017/10/16                       | 羅大佑2017巡迴演唱會《當年離家的年輕人》      | 羅大佑選曲                                                       | 台北小巨蛋                                                                              |                                                                                           |
| 2016/12/28                       | 《泉湧之聲》呂泉生的音樂種子                  | 呂泉生的創作與他曾經教導的古典曲目                               | 中山堂光復廳                                                                            | 榮星合唱團                                                                                |
| 2016/08/01                       | TICF16 台北國際合唱音樂節                     | 中文詩作、莎士比亞詩選                                           | 國家音樂廳                                                                              | 新加坡國立大學合唱團                                                                      |
| 2015/10/31                       | 日月潭花火音樂節『兩代天后的美好年代』        | 鄧麗君、江蕙選曲                                                 | 日月潭水社中興停車場                                                                    | 樂興之時管弦樂團                                                                          |
| 2014/10/25                       | 日月潭花火音樂節『我們的未來不是夢』          | 張雨生選曲                                                       | 日月潭水社中興停車場                                                                    | 樂興之時管弦樂團                                                                          |
| 2013/12/28                       | 年終祈福音樂會                                | 貝多芬第九號交響曲                                               | 國家音樂廳                                                                              | 樂興之時管弦樂團                                                                          |
| 2012/10/20                       | 日月潭花火音樂節『悲慘世界－逆境重生』        | 悲慘世界選曲                                                     | 日月潭水社中興停車場                                                                    | 樂興之時管弦樂團                                                                          |
| 2012/03/22                       | 乘著歌聲 遨遊歐洲                             | 歐洲各國經典歌曲                                                 | 台北市懷恩堂                                                                            | 德國司徒加特大學合唱團（Akademischer Chor der Universität Stuttgart）                     |
| 2011/11/17                       | 歌的旅程─天津大學北洋合唱團訪台交流音樂會     | 當代創作、中國民歌 外文作品、台灣民謠                            | 台灣大學                                                                                | 天津大學北洋合唱團                                                                        |
| 2011/08/24 2011/08/25 2011/08/28 | 津台兩岸大學生合唱交流周                      | 開幕音樂會 台大合唱團專場 閉幕音樂會                             | 天津市政府                                                                              | 天津大學北洋合唱團 南開大學合唱團 東海大學聖樂團 成功大學合唱團                           |
| 2010/12/11                       | 椰林歡樂頌                                    | 貝多芬第九號交響曲                                               | 台灣大學                                                                                | 國家交響樂團 台大校友合唱團                                                               |
| 2010/03/20                       | 星燦高雄－仰觀蒼穹四百年                      | 《伽利略的一生》、《守著星子的人》音樂劇                         | 高雄市立文化中心                                                                        | 動見体劇團、神秘失控人聲樂團、台南科技大學舞蹈系、大譽劇團                                |
| 2009/12/19                       | 全球天文年閉幕活動-冬至回顧大型戶外活動       | 《守著星子的人》音樂劇                                           | 中正紀念堂民主大道                                                                      | 大譽劇團                                                                                  |
| 2009/05/10 2009/05/19            | 擊樂‧人聲─2009朱宗慶打擊樂團年度跨界音樂會    | 布蘭詩歌                                                         | 台中中山堂 國家音樂廳                                                                   | 朱宗慶打擊樂團                                                                            |
| 2009/03/21                       | 2009全球天文年‧春分星空之旅晚會               | 《伽利略的一生》音樂劇                                           | 中正紀念堂民主大道                                                                      | 動見体劇團、神秘失控人聲樂團、台南科技大學舞蹈系                                          |
| 2008/02/23 2008/02/24            | 魔幻史詩音樂劇場－消失的王國                  | 消失的王國                                                       | 國家戲劇院                                                                              | 台灣絃樂團                                                                                |

#### 重唱大賽
重唱大賽原稱「台大合唱團校際重唱比賽」，為台大合唱團舉行之歌唱比賽，報名資格不限於團員，亦不分古典或流行，惟須符合重唱形式，人數則依每年有不同規定。設立宗旨為秉持推廣合唱藝術，促進合唱交流之精神，歷屆比賽頗獲團內外人士好評。為將合唱藝術推廣給更多人，2006年時首度將重唱大賽與台大藝術季活動結合，更名為「台灣大學藝術季重唱大賽」，希望吸引更多校內外合唱藝術愛好者投入創作表演之行列。之後重唱大賽並不每年舉辦，規模也較限於合唱團之內部比賽活動。

#### 大、小出遊
於每年寒假及暑假所舉辦，為台大合唱團團員一起出遊的活動，大出遊時而會和巡迴演出作連結。為融合團員感情、促進友誼的大型活動。

### 曾舉辦活動

#### 家庭音樂會
家庭音樂會緣起於團員對古典音樂及合唱音樂的熱愛，由團員提供自有的錄影或錄音，邀請其他團員至家中一同分享，此為家庭音樂會最原始的形式，之後則加入音樂講座，由幹部或資歷較長的學長姐依照個人的專長、喜好，或針對該學期音樂會曲目，為團員講授基礎音樂知識。之後家庭音樂會內容以講座為主，也會邀請團外老師提供課程，地點亦不限於團員家中。已多年未舉辦該活動。

## 現況

### 制度

#### 行政組織
目前台大合唱團設有團長一人、副團長若干，共同領導四個行政部，另有團務秘書若干、總務一人以及行政部長若干人，共同擔任行政事務分工；音樂部門則由學生指揮（樂訓）二人及樂訓秘書一人率領各聲部負責人共若干人處理音樂相關事宜。

#### 招生考試
台大合唱團自成立第一屆以來就有招生考試制度，凡入團團員只須具備最基本的音準與視譜能力。在社團剛成立時曾經有人因為不被錄取而投書當時校內學生自主編輯的周刊《大學新聞》，初屆團長呂勝雄先生還因此被學校約談。

#### 驗收制度
台大合唱團以嚴格的驗收制度著稱，每位團員皆須在音樂會前由各聲部負責人完成驗收，確保團員對歌曲的熟悉度以及對音樂詮釋的掌握度，藉以掌控每場演出的品質。

#### 聲樂課程
除了行政指導老師及音樂指導老師以外，亦力邀國內優秀聲樂老師為團員開設聲樂課程，使團員能夠在每周的固定練唱之餘，能增進自己的歌唱技巧。自2011年起每學期辦理聲樂發表會，除了展現團員學習的成果，也增加團員的舞台經驗。

### 現行舉辦活動

#### 例行音樂會
台大合唱團每年一、二月固定在台北舉行冬季音樂會，而夏季除了在台北的音樂會以外，亦會在其他縣市舉行巡迴演出。演出內容多元，近年曾演唱曲目包括：莫札特之《加冕彌撒》、貝多芬之《C大調彌撒》、韋瓦第之《榮耀頌》、舒伯特之《G大調彌撒曲》、伯恩斯坦之《齊徹斯特詩篇》、平克罕之《耶誕清唱劇》、屈文中之《黃山．奇美的山》、孟德爾頌之《小鹿清泉》、黃自與韋翰章之《長恨歌》、百老匯音樂劇《屋上提琴手》、《窈窕淑女》、《變身怪醫》等。近年來亦委託作曲，將經典雋永的校園民歌重新編曲，如《歸去來兮》、《忘了我是誰》、《聽泉》等；也曾演唱作曲家櫻井弘二重新編作歌手張雨生的經典歌曲，如：《我期待》、《口是心非》等；以及作曲家劉新誠創作的英文清唱劇《紅樓夢》、自柳宗元的文章發想的《永州八記》、台灣現代詩人席慕蓉女士作品《一棵開花的樹》、《渡口》等；此外亦委託知名作曲家冉天豪老師作曲，演出林徽因《深別晚天》
2020年夏季音樂會受嚴重特殊傳染性肺炎疫情（COVID-19）影響，在台大校方限聚令下無法進行固定排練而取消，成為團史上首次因流行傳染病疫情停辦的音樂會。
2021年夏季音樂會《千縷微風》受台灣疫情第三級警戒影響，無法進行固定排練而取消台北場及高雄場演出並受理退票。

## 出版品

### 實體專輯

#### 《紅樓夢》英文清唱劇 Cantata“The Dream of the Red Chamber”
- 發行日期：2008/12/31
- 指揮：連芳貝
- 作曲：劉新誠
- 翻譯：David Hawkes／歌詞節選：陳煒智
- 首演：2008/07/07國家音樂廳

### 數位專輯

#### 《許個願》
- 台大合唱團2019夏季音樂會專輯
- 發行日期：2020/08/02
- 指揮：連芳貝
- 鋼琴：謝欣容
- 首演：2019/07/15國家音樂廳

### 樂譜

#### 《紅樓夢》英文清唱劇 Cantata“The Dream of the Red Chamber”
- 作曲：劉新誠
- 翻譯：David Hawkes／歌詞節選：陳煒智
- 首演：2008/07/07國家音樂廳《台大合唱團2008夏季音樂會－願念珍聲》

#### 台大合唱團精選系列民歌篇

##### 忘了我是誰
- 編曲：高竹嵐
- 首演：2007/01/28中山堂《台大合唱團2007冬季音樂會－戀戀經典．風華再現》

##### 聽泉
- 編曲：劉新誠
- 首演：2007/01/28中山堂《台大合唱團2007冬季音樂會－戀戀經典．風華再現》

## 獲獎紀錄
台大合唱團曾多次獲得台灣音樂比賽及全國大專合唱比賽優等獎。
| 獲獎年份 | 比賽名稱                                                      | 組別                 | 名次     |
| -------- | ------------------------------------------------------------- | -------------------- | -------- |
| 2022     | 2022 台北國際合唱大賽 Taipei International Choral Competition | 大獎賽               | 冠軍     |
| 2022     | 2022 台北國際合唱大賽 Taipei International Choral Competition | 同聲組               | 金獎第一 |
| 2022     | 2022 台北國際合唱大賽 Taipei International Choral Competition | 混聲組               | 金獎第一 |
| 2022     | 2022 台北國際合唱大賽 Taipei International Choral Competition | 民謠／傳統音樂組     | 金獎第一 |
| 2022     | 2022 台北國際合唱大賽 Taipei International Choral Competition | 當代音樂組           | 金獎第一 |
| 2022     | 2022 台北國際合唱大賽 Taipei International Choral Competition | 台灣作品組           | 金獎第一 |
| 2022     | 2022 台北國際合唱大賽 Taipei International Choral Competition | 開放曲目組           | 金獎第一 |
| 2019     | 107學年度全國學生音樂比賽                                     | 大專團體組混聲合唱   | 特優第一 |
| 2016     | 104學年度全國學生音樂比賽                                     | 大專團體組混聲合唱   | 特優第一 |
| 2016     | 104學年度全國學生音樂比賽                                     | 大專團體組女聲合唱   | 特優第一 |
| 2016     | 104學年度全國學生音樂比賽                                     | 大專團體組男聲合唱   | 特優第一 |
| 2015     | 103學年度全國學生音樂比賽                                     | 大專團體組混聲合唱   | 優等第一 |
| 2015     | 103學年度全國學生音樂比賽                                     | 大專團體組女聲合唱   | 優等第一 |
| 2015     | 103學年度全國學生音樂比賽                                     | 大專團體組男聲合唱   | 優等第一 |
| 2014     | 102學年度全國學生音樂比賽                                     | 大專團體組混聲合唱   | 優等第一 |
| 2014     | 102學年度全國學生音樂比賽                                     | 大專團體組女聲合唱   | 優等第一 |
| 2014     | 102學年度全國學生音樂比賽                                     | 大專團體組男聲合唱   | 特優第一 |
| 2013     | 101學年度全國學生音樂比賽                                     | 大專團體Ｂ組混聲合唱 | 特優第一 |
| 2013     | 101學年度全國學生音樂比賽                                     | 大專團體Ｂ組女聲合唱 | 優等第一 |
| 2013     | 101學年度全國學生音樂比賽                                     | 大專團體Ｂ組男聲合唱 | 優等第一 |
| 2012     | 100學年度全國學生音樂比賽                                     | 大專團體Ｂ組混聲合唱 | 特優第一 |
| 2012     | 100學年度全國學生音樂比賽                                     | 大專團體Ｂ組女聲合唱 | 優等第一 |
| 2012     | 100學年度全國學生音樂比賽                                     | 大專團體Ｂ組男聲合唱 | 優等第一 |
| 2006     | 第十一屆中山盃金嗓獎合唱比賽                                  | 大專組               | 冠軍     |

## 知名團友
- 楊弦：民歌手，有民歌之父美稱[31]
- 鄭怡：知名民歌手 演唱過「月琴」、「心情」、「天堂」、「明天會更好」、「小雨來得正是時候」等歌曲
- 包美聖：知名民歌手，台大歷史畢，演唱過「捉泥鰍」、「小茉莉」、「雨霖鈴」、「你在日落深處等我」等歌曲
- 范雲：台灣社會學者，現任台大社會系副教授、婦女新知基金會監事
- 陳文茜：前立法委員，現為媒體工作者
- 呂紹嘉：國際知名指揮家，曾任德國漢諾威國家歌劇院音樂總監，現任國家交響樂團(NSO)音樂總監
- 孫維新：天文學家，現為台大物理系教授，並擔任國立自然科學博物館館長
- 邱君強：指揮家，曾任國立台灣交響樂團常任指揮
- 黃東漢：指揮家，曾任NSO客席助理指揮，現任「廣藝愛樂」常任指揮、「奇岩室內樂團」指揮、「來去弦樂團」音樂總監
- 江漢聲：醫學學者，台灣泌尿科權威，現任輔仁大學校長
- 哈遠儀：中視新聞主播
- 李蝶菲：中國廣播公司主持人及製作人，曾榮獲廣播金鐘獎「最佳綜藝節目獎」、「最佳兒童節目獎」
- 呂碧玲：國內知名聲樂家，現任中華民國聲樂家協會監事
- 蔡柏璋：台灣知名劇場工作者，集編導演才華於一身，現擔任台南人劇團聯合藝術總監

## 外部連結
- 台大合唱團Facebook粉絲專頁 （页面存档备份，存于）
- 台大合唱團YouTube影音頻道 （页面存档备份，存于）